# 維克托里夫卡 (多馬尼夫卡區)
47°43′18″N 30°59′57″E / 47.72167°N 30.99917°E
維克托里夫卡（烏克蘭語：Вікторівка），是烏克蘭南部的村莊，隸屬尼古拉耶夫州的沃茲涅先斯克區。該村面積1.37平方公里，海拔高度42米，2001年人口471，人口密度每平方公里343.8人。